# Římskokatolická farnost Vizovice
Římskokatolická farnost Vizovice je územní společenství římských katolíků s farním kostelem svatého Vavřince v děkanátu Vizovice. 

## Historie farnosti
Původní (zřejmě dřevěný) kostel v obci byl vystavěn zřejmě na začátku 13. století. S nejstarší historií farnosti souvisí cisterciácký klášter, vybudovaný roku 1261. Založením kláštera a kostela se Vizovice staly významným hospodářským i kulturním střediskem. Během 15. století byl klášter s kostelem opakovaně vydrancován husity a uherskými vojsky. Od poloviny 16. století téměř sto let se podle vyznání majitele panství také střídali duchovní na vizovické faře.,
Na konci 18. století byl kostel v značně sešlém stavu. Když se podařilo sehnat potřebné peníze, starý kostel byl zbořen a na jeho místě byl postaven v letech 1793 až 1795 vedle staré věže kostel nový.
V roce 1784 byly od vizovické farnosti odděleny nově založené farnosti: Jasenná, Pozděchov a Valašská Polanka a v roce 1898 farnost Bratřejov.,

## Duchovní správci
V letech 1982 až 1990 zde jako farář působil pozdější olomoucký v současnosti Pražský arcibiskup Jan Graubner. Od července 2016 byl farářem R. D. Mgr. Josef Rosenberg. Toho s platností od července 2018 vystřídal R. D. ICLic. Mgr. Vít Hlavica. Od července 2023 je farářem R. D. Mgr. Vladimír Mrázek.

## Bohoslužby
| Kostel           | Místo    | Bohoslužba (den)                    | Hodina     | Poznámka     |
| ---------------- | -------- | ----------------------------------- | ---------- | ------------ |
| svatého Vavřince | Vizovice | neděle pondělí čtvrtek pátek sobota | 9.00 17.30 | farní kostel |

## Aktivity ve farnosti
Ve farnosti se pravidelně koná tříkrálová sbírka. V roce 2017 činil její výtěžek 162 406 korun. Farnost je zapojena do projektu Noc kostelů., pro děti je o prázdninách pořádán farní tábor.
Každý měsíc vychází farní zpravodaj.
V říjnu 2018 ve farnosti uděloval svátost biřmování biskup Josef Nuzík. 